# La Caldera
Cet article possède un paronyme, voir Caldera.
La Caldera est une petite ville du nord-ouest de l'Argentine. Elle est le chef-lieu du département de La Caldera, dans la province de Salta.
La ville se trouve à 25 km au nord de la ville de Salta, sur les rives du río La Caldera, cours supérieur du río Mojotoro, à une altitude de 1.421 mètres. On y accède facilement par la route nationale 9, au km 1.623 au départ de Buenos Aires.

## Population
La ville comptait 1.565 habitants en 2001, ce qui représentait une hausse de 94,1 % par rapport aux 806 habitants de 1991.

## Tourisme

### Fête nationale de la Chicha
Un festival a lieu tous les ans au mois de mars. Il se déroule dans un pré couvert. ()

### La statue du Christ
Elle consiste en une statue géante de Jésus-Christ. L'œuvre a été réalisée par le sculpteur
Juan Carlos Tramain. La statue pèse 16 tonnes, et a une hauteur de 22 mètres. Elle a été inaugurée en 1969.

### L'Église
Elle date de 1760.

### Le barrage de Campo Alegre
Il se trouve à 7 km de la ville. On peut y pratiquer la pêche et les sports nautiques.

### Camping Municipal Santa Mónica Quitilipi
Il est situé sur la rive du río Caldera, à 9 km du barrage de Campo Alegre.

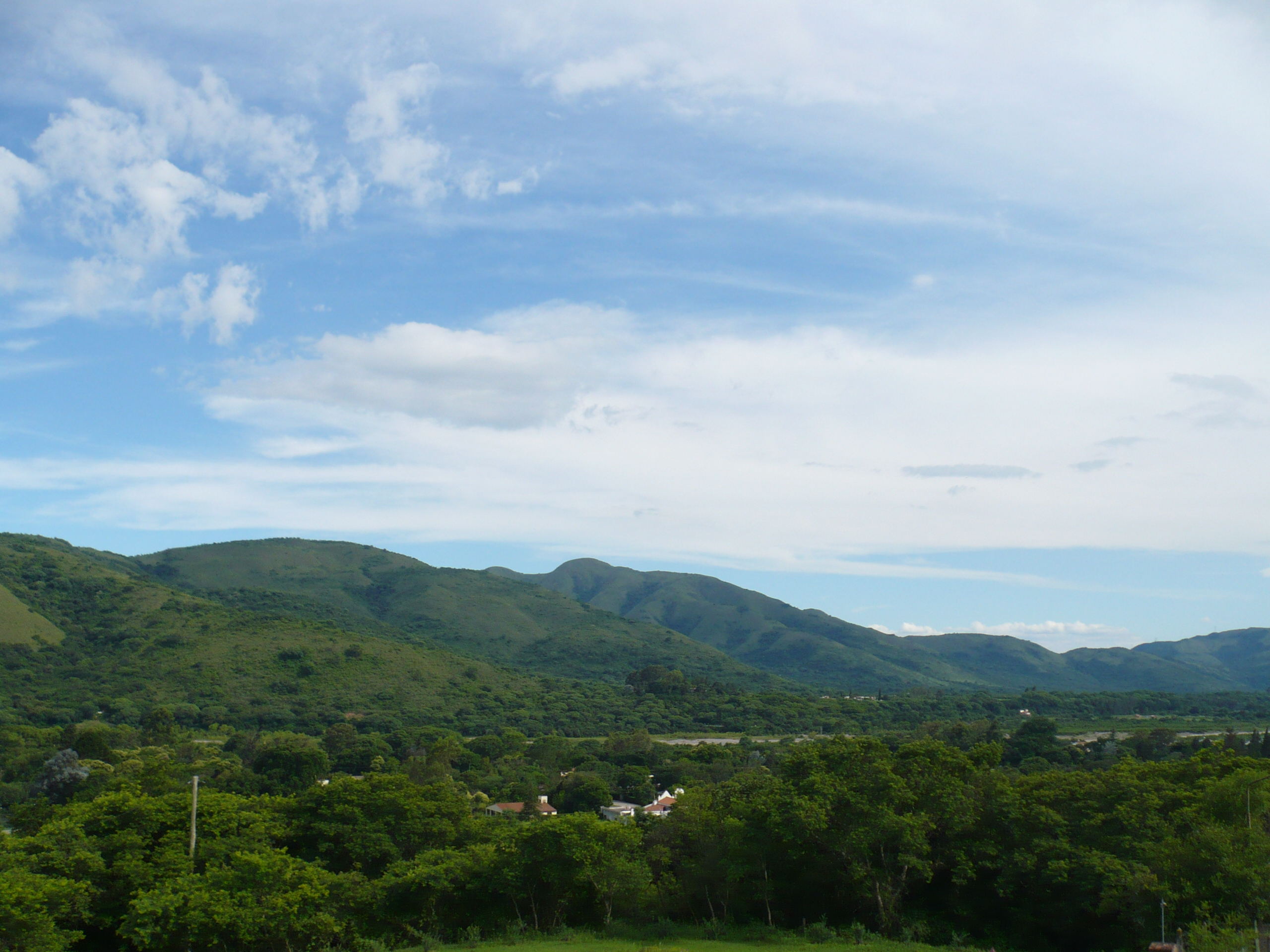
Vue de La Caldera depuis la statue du Christ
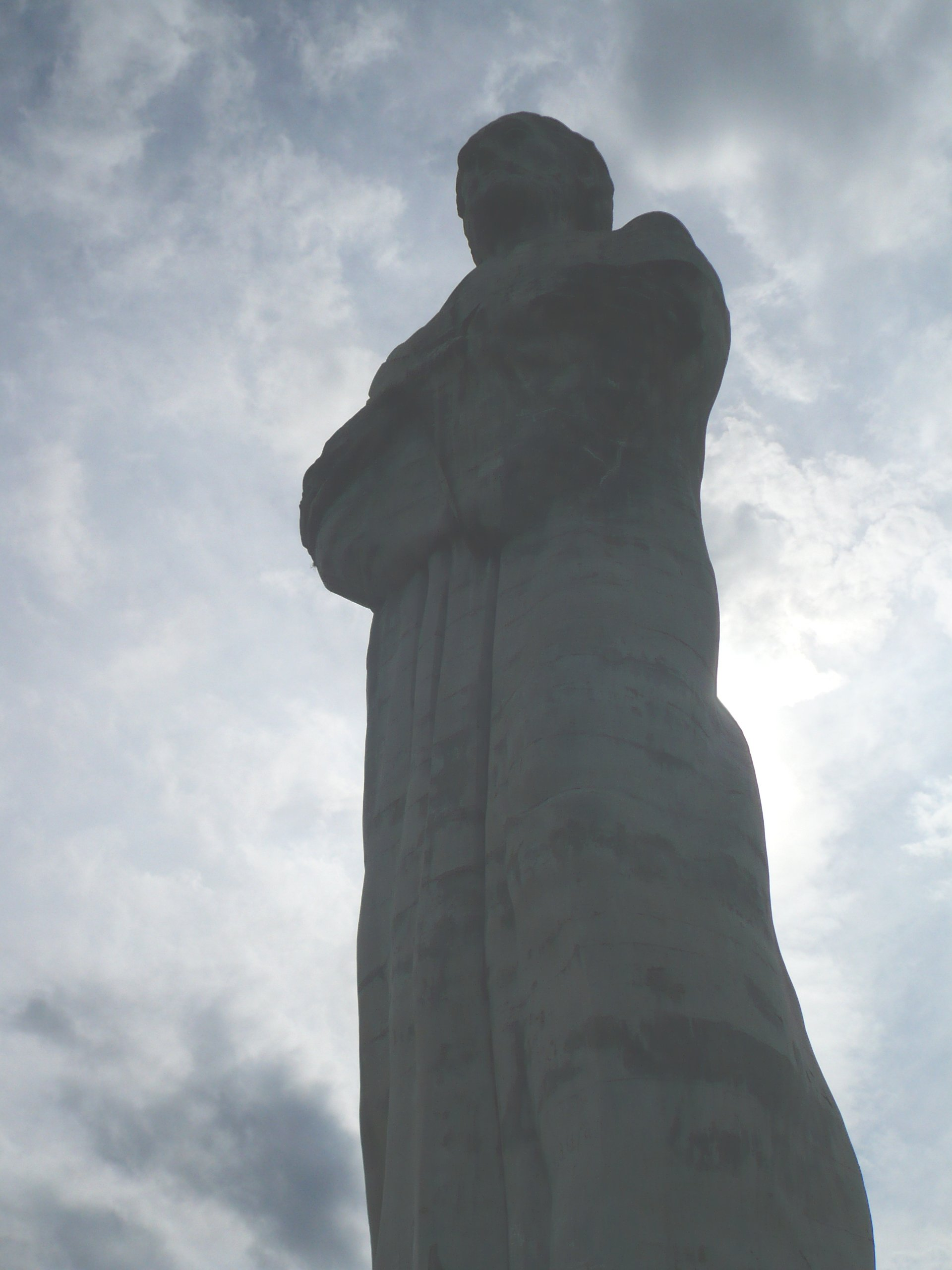
Le Christ de La Caldera